# Biserica Sfântul Mihail din Viena
Coordonate: 48° 12′ 29″ N, 16° 22′ 1″ E
Biserica Sfântul Mihail din Viena (în germană Michaelerkirche) este una din cele mai vechi biserici din Viena (Austria) și, de asemenea, una din puținele clădiri cu elemente romanice rămase. Dedicată Arhanghelului Mihail, biserica este situată în Michaelerplatz, vizavi de Poarta Sf. Mihail a Palatului Hofburg.
În această biserică a avut loc la 10 decembrie 1791 slujba de pomenire a lui Wolfgang Amadeus Mozart, ocazie cu care au fost interpretate în premieră mai multe fragmente din Recviemul în re-minor, ultima compoziție a sa.
Din 1923 pastorația comunității parohiale este asigurată de Ordinul Salvatorian.

## Descriere
Biserica în sine este o clădire romanică, cu elemente gotice, ce datează din perioada 1220-1240. De-a lungul timpului au fost efectuate multe modificări, care au dus la aspectul său actual, neschimbat din 1792.

## Interior

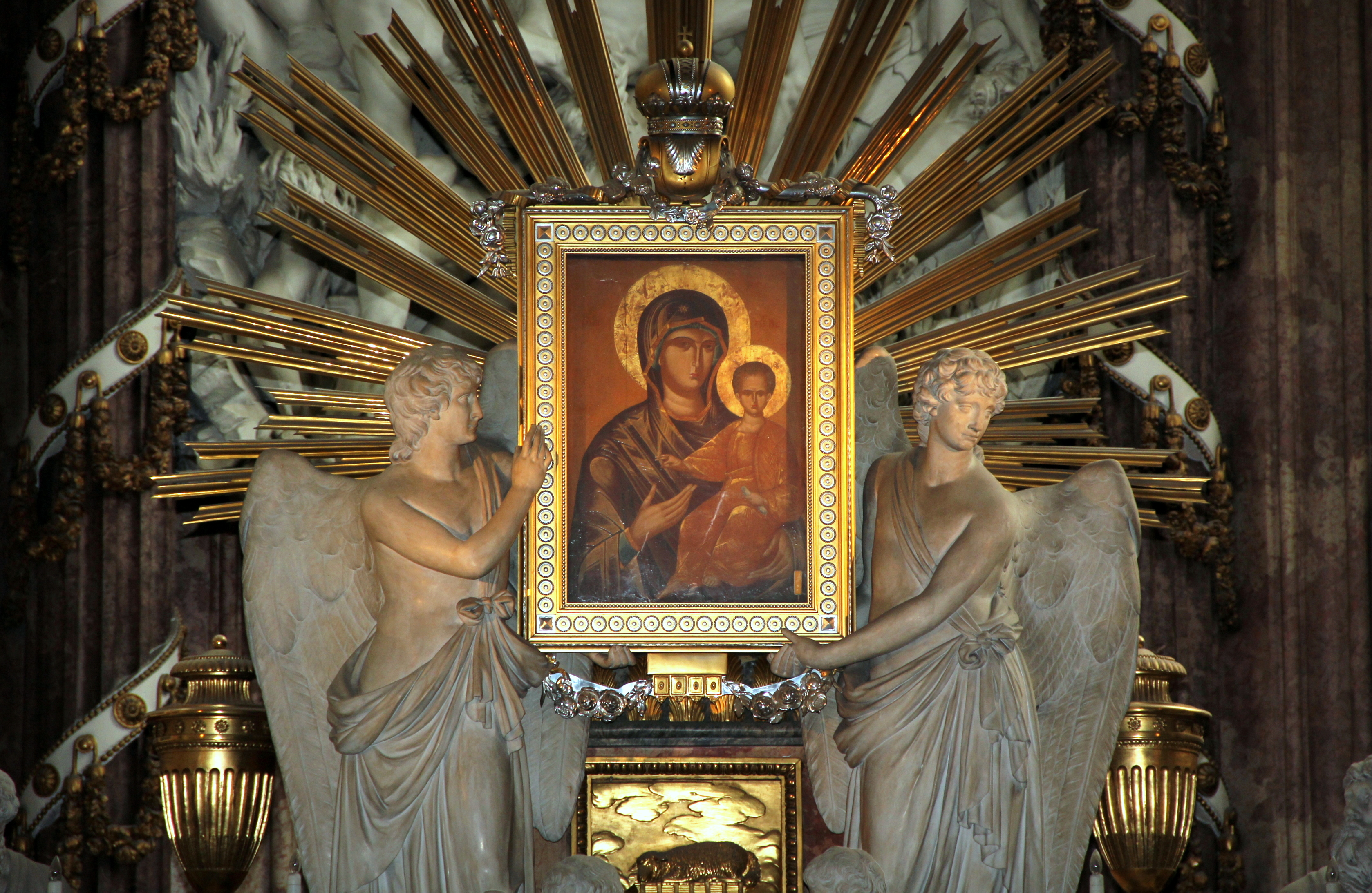
Icoana „Maria Candia”

Interiorul bisericii este format dintr-un naos și două nave laterale care au păstrat vechea structură gotică. Capelele laterale au fost adăugate mai târziu.
Edificiul oferă impresia unei clădiri tridimensionale solide, în ciuda înălțimii ei reduse. Absida poligonală a fost înlocuită în secolul al XIV-lea (1327-1340) de un altar în stil gotic timpuriu. Capelele atașate altarului central și celui nordic au fost reamenajate în stil baroc. Basoreliefurile din stuc în capela altarului centrale au fost executate de Karl Georg Merville (1782).
Altarul principal a fost proiectat în 1782 de Jean-Baptiste d'Avrange. El este decorat cu o sculptură monumentală din alabastru în stil rococo cu tema „Căderea îngerilor” (1782), executată de sculptorul italian Lorenzo Mattielli (cunoscut și pentru sculpturile sale din Palatul Kinsky și de la Hofburg). Aceasta reprezintă o rupere a norilor pe unde cad îngeri și heruvimi de la tavan spre altar. A fost ultima lucrare majoră în stil baroc realizată la Viena. Piesa centrală a altarului principal este icoana bizantină „Maria Candia”, adusă în secolul al XVII-lea de la Candia, capitala de atunci a Cretei (în prezent Heraklion).
Piesa centrală a altarului din capela nordică este „Adorația Pruncului”, realizată de Franz Anton Maulbertsch (1754-1755). O piesă identică realizată de același pictor se află în Biserica Sfântul Mihail din Cluj.
Capela de sud, Nikolauskapelle, a rămas neschimbată și își păstrează aspectul său medieval. Ferestrele gotice datează din secolul al XIII-lea. Ea conține sculpturi gotice din piatră sub un baldachin (Sf. Ecaterina și Sf. Nicolae) (1350), precum și un crucifix din lemn realizat de Hans Schlais (1510-1520). Această capelă a fost ctitorită de un bucătar al ducelui prin anul 1350, care a dorit să-i mulțumească lui Dumnezeu pentru că a fost achitat într-un caz de otrăvire. Arcul triumfal situat între transept și altar datează din secolul al XIV-lea. Pereții exteriori sunt decorați cu scene din Judecata de apoi.
Frescele redescoperite recent ce datează de la începutul secolului al XV-lea dovedesc calitatea înaltă a artei picturii din Viena acelor vremuri. În nișa baptisteriului se află statuia din lemn a Mântuitorului ca „Om al durerii” (1430).
Orga aurită (1714) realizată de Johann David Sieber este cea mai mare orgă în stil baroc din Viena. La ea a cântat o dată tânărul Joseph Haydn (pe atunci în vârstă de 17 ani) în 1749. Requiemul lui Mozart a fost interpretat pentru prima dată în această biserică, la o slujbă religioasă memorială oficiat pentru compozitor la 10 decembrie 1791. Deoarece Mozart nu-și finalizase opera la data decesului său, a fost cântată numai partea existentă. Unul din participanții la slujba funebră a fost regizorul de teatru Emanuel Schikaneder, al cărui libret a fost folosit de Mozart pentru „Flautul fermecat”.
Fațada actuală a fost construită de Ernest Koch în 1792 în stil neoclasic, un stil tipic pentru domnia împăratului Iosif al II-lea. Deasupra intrării, pe partea de sus a frontonului, așezat pe coloane dorice executate de Antonio Beduzzi, se află un grup de îngeri înaripați și cu Sf. Mihail ucigându-l pe Lucifer (1725). Aceste figuri sculpturale au fost executate de sculptorul italian Lorenzo Mattielli, care a sculptat, de asemenea, figurile lui Hercule de la intrarea în Hofburg, chiar vizavi de biserică. Turnul clopotniță de formă poligonală, construit în secolul al XVI-lea în stil gotic, a devenit unul din simbolurile Innere Stadt.

## Criptă
Biserica Sfântul Mihail din Viena este renumită pentru Michaelergruft, o criptă încăpătoare situată sub biserică. Doar nobili și cetățeni bogați au fost îngropați în criptă, familiile bogate având posibilitatea de a achiziționa propriile criptele de familie. Veniturile obținute din aceste vânzări au fost folosite pentru a menține cripta. Aristocrații puteau ajunge în criptele lor de familie prin dale de marmură marcate cu blazoanele lor aflate în podeaua bisericii. Sicriul unui membru decedat al familiei putea fi apoi coborât direct în criptă prin aceste dale de marmură.
Din cauza condițiilor climatice speciale și a temperaturii constante din criptă, mai mult de 4000 de cadavre au fost bine conservate. Sute de cadavre mumificate, unele având încă cu podoabe sau peruci, sunt prezentate, unele în sicrie deschise, împodobite cu flori sau cranii, altele decorate cu picturi baroce sau cu simboluri ale vanității. Cel mai renumit dintre cei înmormântați aici este Pietro Metastasio (1698-1782), cel mai celebru autor de librete de operă din epoca barocului.

## Săpături
Săpăturile arheologice realizate în Michaelerplatz între 1989 și 1991 au dus la descopeirrea, printre altele, a urmelor unui canabæ asociat cu castrul roman de la Vindobona. Acolo se aflau locuințele soțiilor și copiilor militarilor romani. Situl arheologic a fost permanent accesibil publicului în 1991; modelul prezentării a fost realizat de arhitectul Hans Hollein.

## Imagini

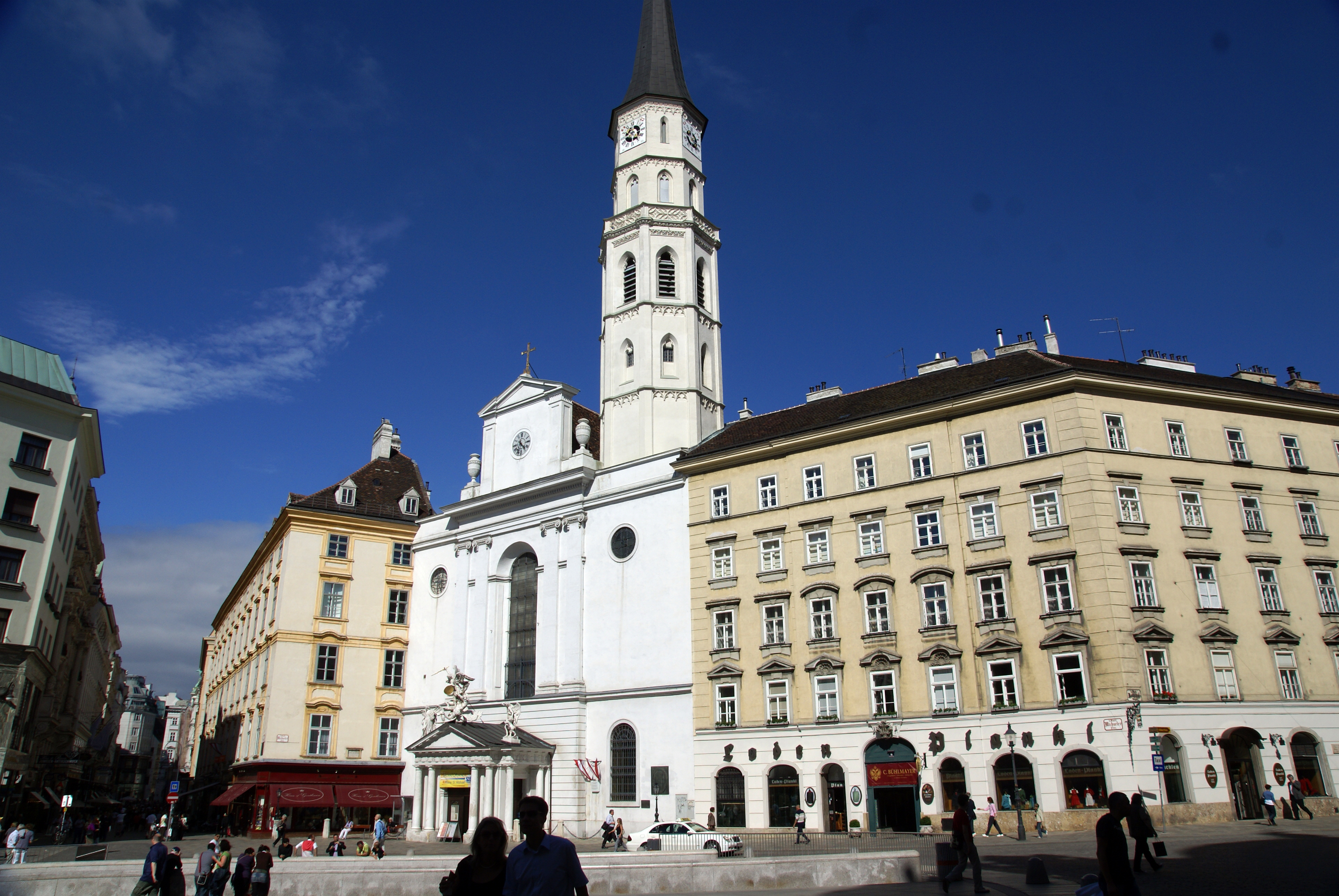
Michaelerplatz
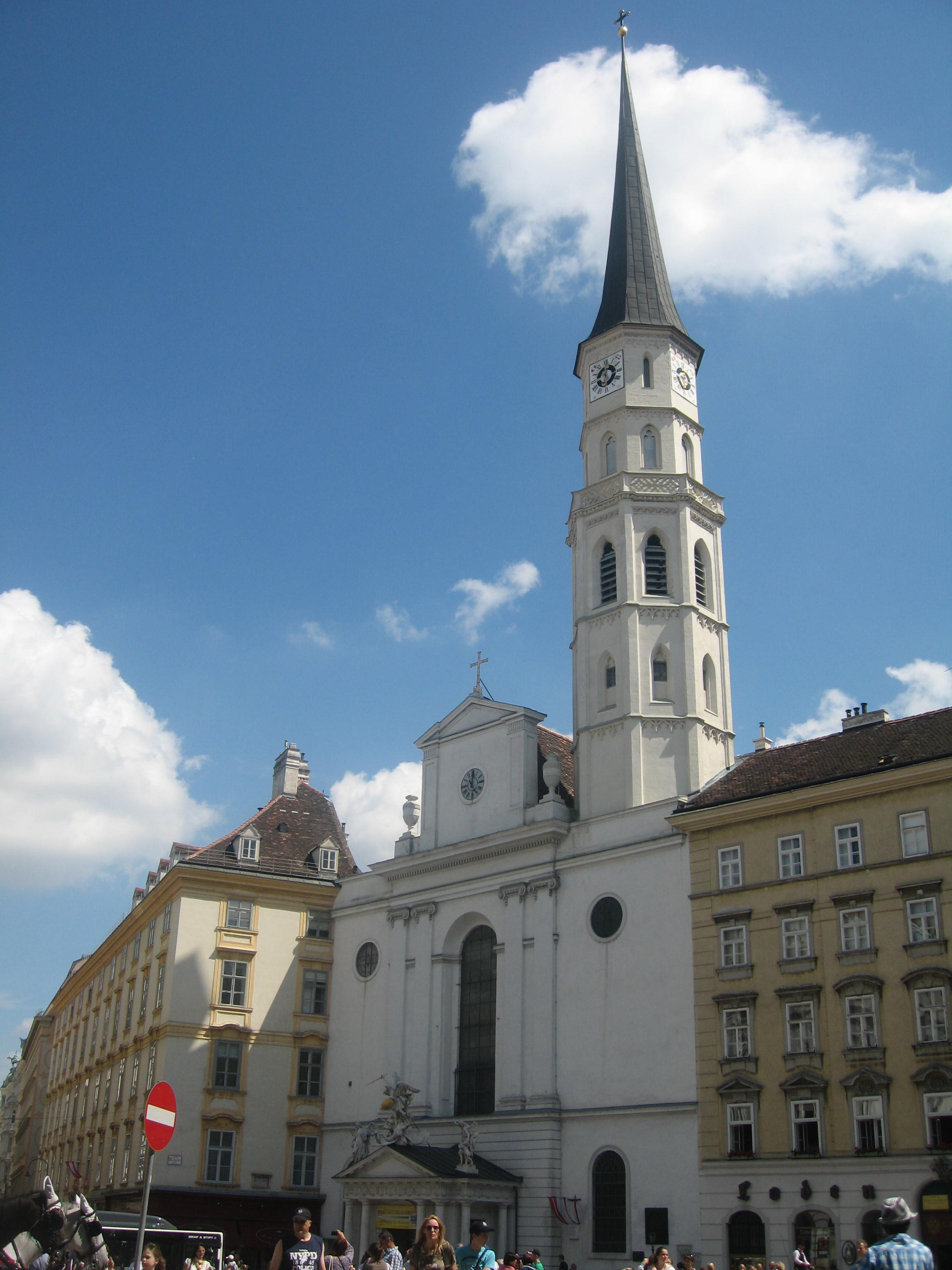
Biserica Sfântul Mihail din Viena
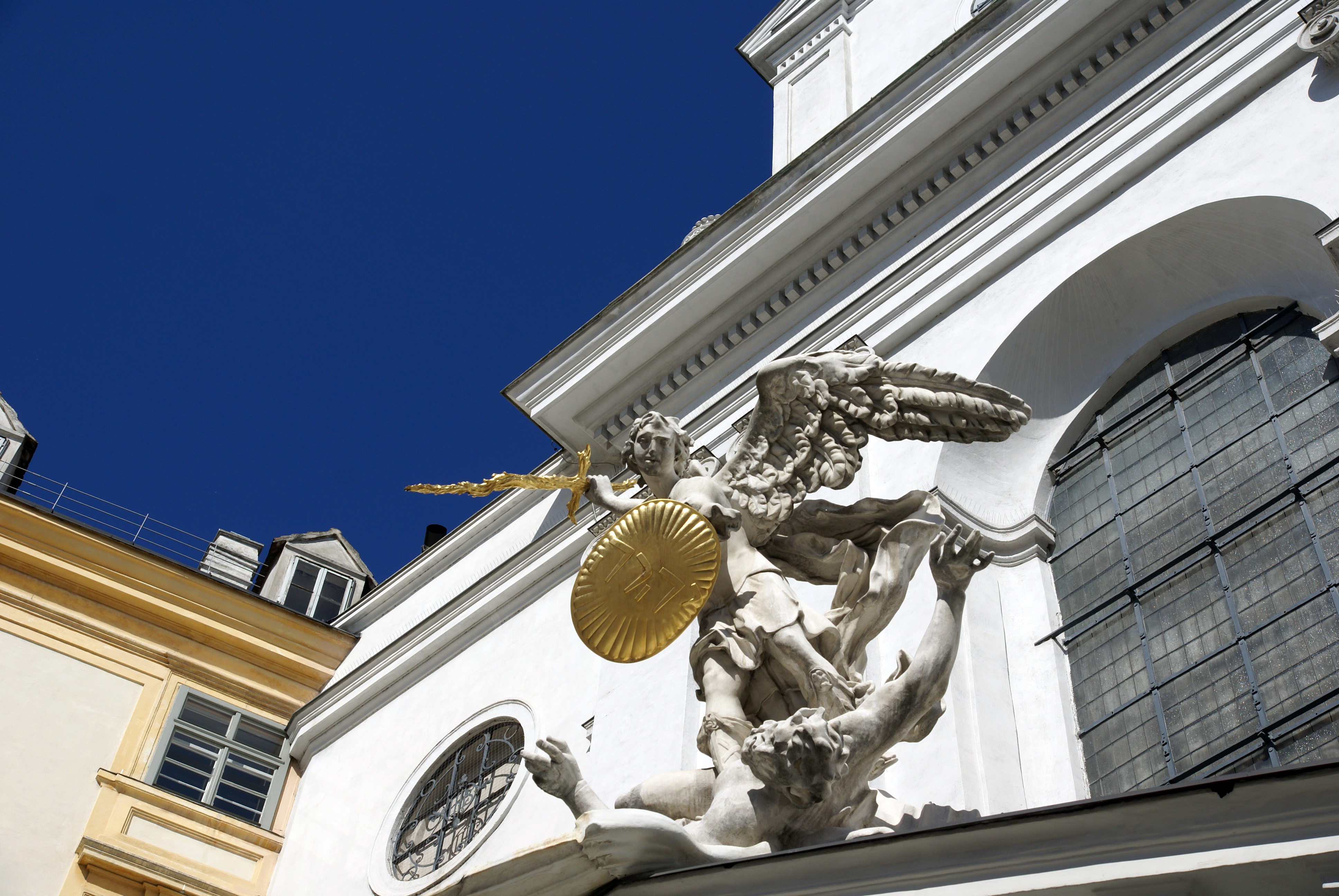
Biserica Sfântul Mihail din Viena
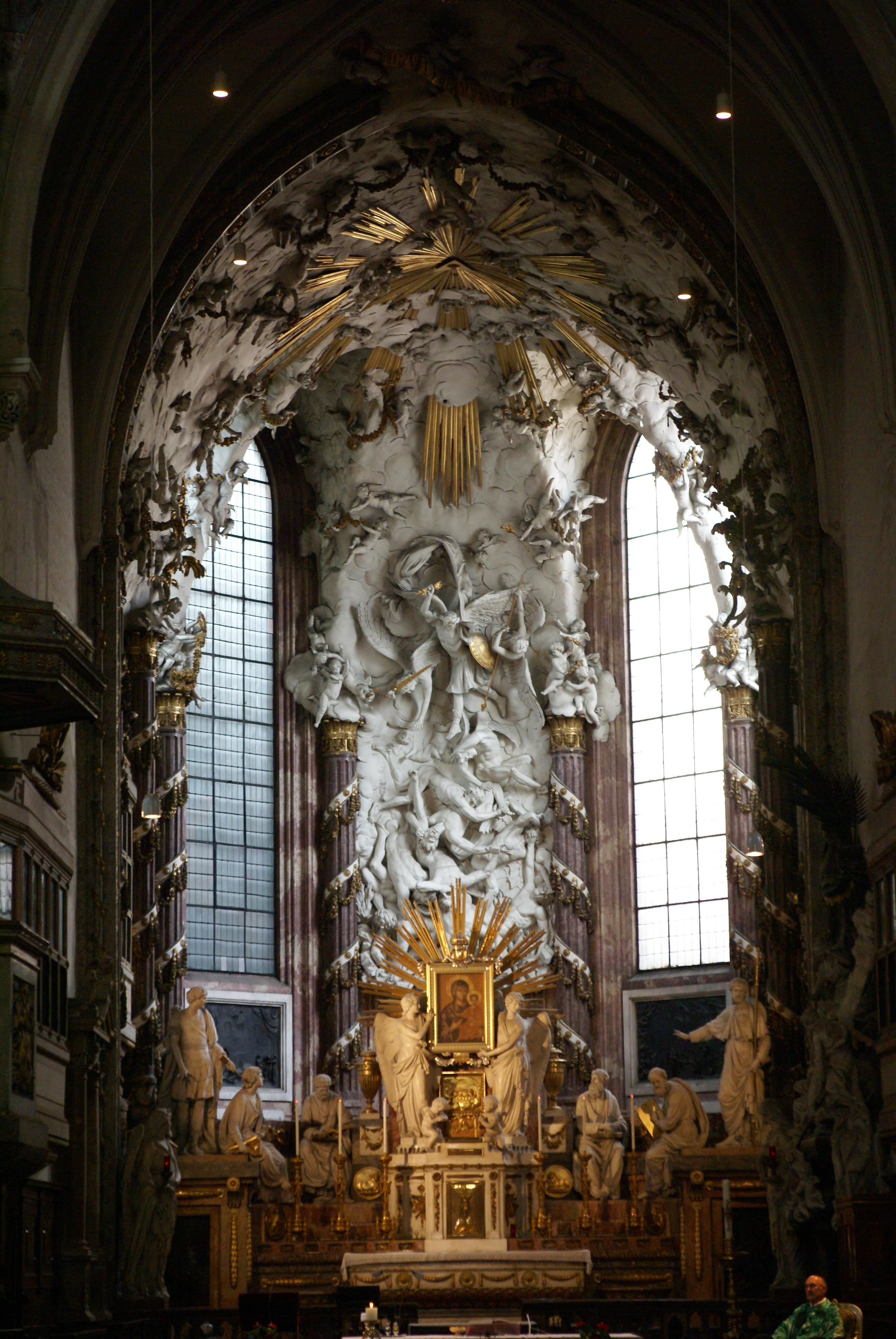
Altarul cu Căderea îngerilor şi icoana Maria Candia
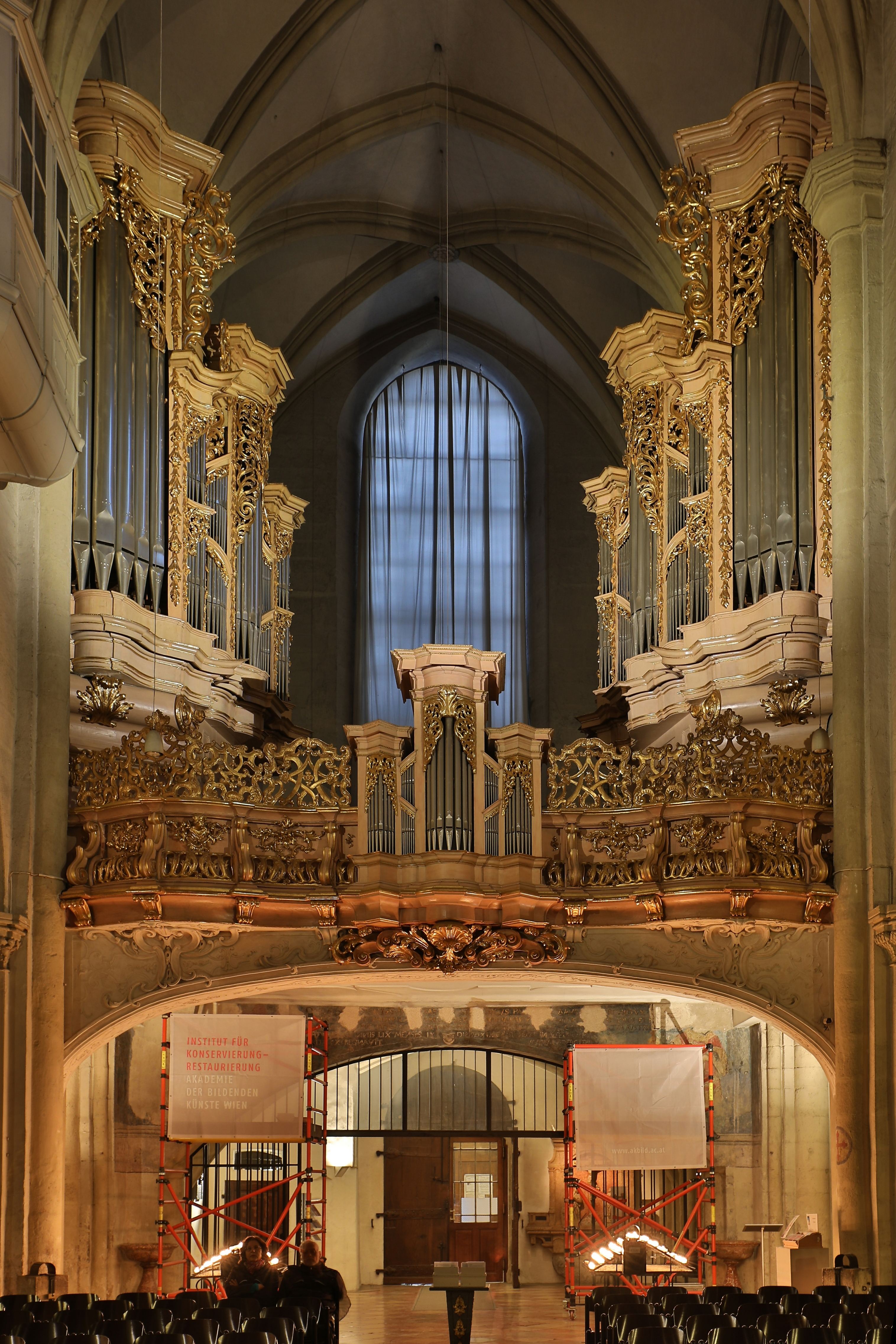
Orgă
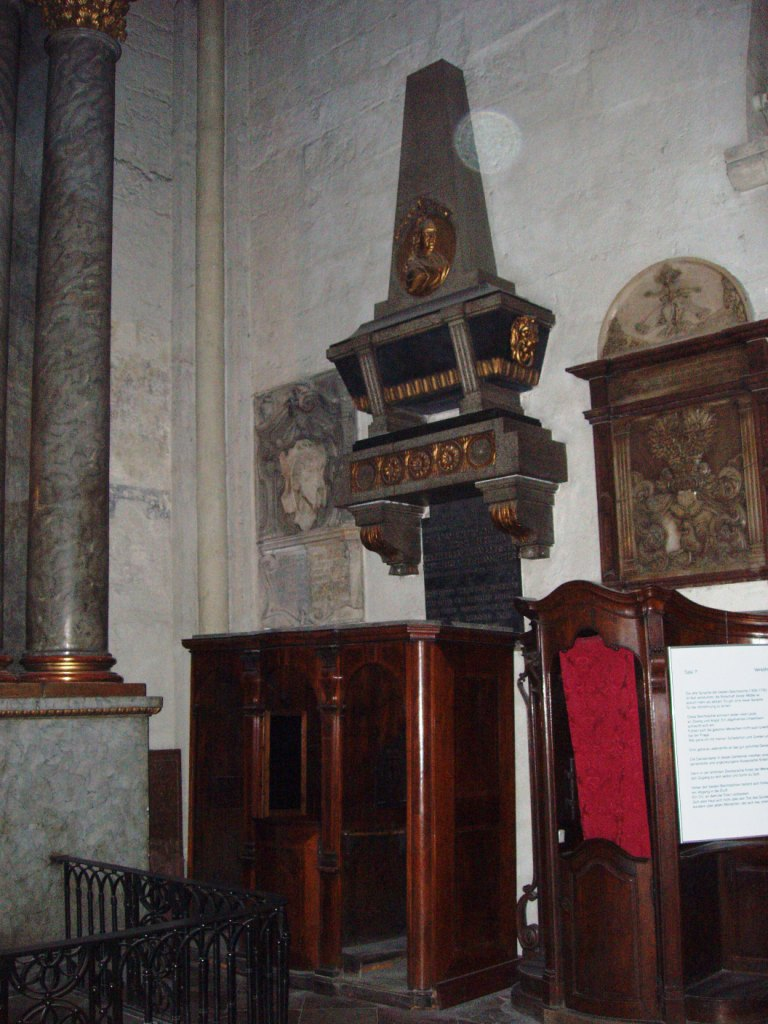
Vechea intrare în criptă
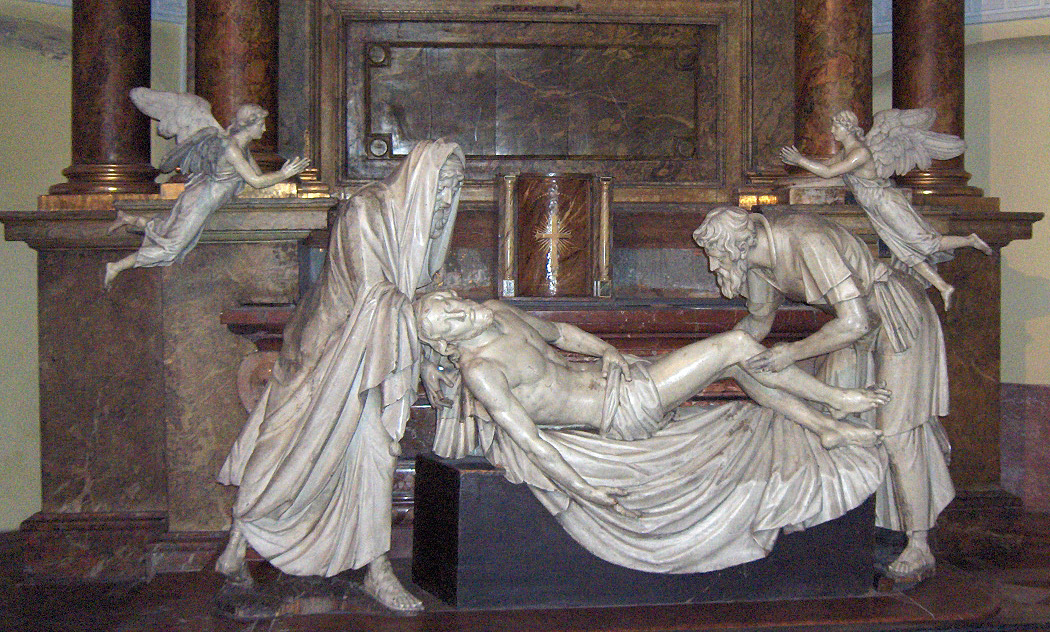
Statuia de marmură cu aşezarea lui Isus în mormânt